# Helge Rosvænge
Helge Rosvænge (Roswaenge, Rosvaenge) ( født 29. august 1897 i København, død 19. juni 1972 i München) var en dansk operasanger, der blev en verdensberømt tenor med karriere i navnlig Tyskland og Østrig før, under og efter 2. verdenskrig. Han havde titel af såvel preussisk kammersanger (fra 1934) som kongelig dansk kammersanger (fra 1936). 
Han ønskede ikke i Tyskland sit navn stavet med ä, men kaldte sig der Roswaenge.

## Tidligt levnedsløb
Efter kemistudier ved Polyteknisk Læreanstalt i København tog han sangundervisning i København og Berlin. Han debuterede i Neustrelitz i 1921 som Don José i Carmen.
Han var førstetenor ved Staatsoper i Berlin fra 1929 til 1944 og samtidig knyttet til Wiener Staatsoper. Han sang ved festspillene i Salzburg fra 1933 til 1939, sang Parsifal i Bayreuth i 1934 og 1936, (men optrådte ellers ikke i Wagner-partier) og spillede på Covent Garden i 1938 og i Paris i 1941. Han blev Ridder af Dannebrog 1933 og Dannebrogsmand 1940.
I december 1940 fejrede Johannes Fønss sit 35 års sangerjubilæum og sendte bud efter sin gode ven Rosvænge, der havde 28 tenorpartier klar og kunne gæsteoptræde med få timers varsel. Rosvænge havde et privatfly, der gav ham tilnavnet "den flyvende sanger". Til København kom han dog med rutefly, og af prøver forlangte han kun en halv times snak med kapelmester og instruktør og et kig på sceneplanen - så trådte han ind på stikord iført sit medbragte sceneantræk og sang veloplagt. Rollen som Tamino ville han dog først prøve af hensyn til de talte replikker, som han kun kendte på tysk. Fra en dansk scene ville han kun tale på dansk.

## Efter krigen
I sin tid gav Rosvænge gennemsnitligt mere end 200 forestillinger om året, en solistrekord der sandsynligvis aldrig er slået. I 1935 deltog han i Hermann Görings bryllup. I 1944 satte Hitler ham på listen over Gottbegnadeten (= gudbenådede) kunstnere, som reddede ham fra at blive fyret fra Berlinoperaen. Ved krigens ophør var han i sin villa i Wannsee. Villaen blev beslaglagt af russere, der begejstret satte ham til at synge for sig. Han blev interneret i Krasnogorsk udenfor Moskva, men løsladt i september 1945, hvorefter han rejste til Stockholm. I sit russiske fangenskab gav Rosvænge sangtimer for rumæneren Anton Gutman efter at have hørt ham synge en arie fra Tosca. Gutman sad i sovjetisk fangenskab 1942-48, hvor han også optrådte.
I 1941 medvirkede han ved en ønskekoncert arrangeret af Frikorps Danmark i København. Det var kernepunktet i den retssag, han anlagde mod det svenske dagblad Expressen, hvis anmelder nægtede at anmelde Rosvænges sangaften i Stockholm i november 1945, fordi "koncertgiveren var tysk nazist". Selv om Rosvænge hverken var tysk eller erklæret nazist, tabte han sit injuriesøgsmål ved retten i Sverige. I sagens kølvand fulgte en stribe fjendtlige avisartikler om ham i Danmark. Berlingske Tidende, der før 1941 havde dækket Rosvænges karriere indgående, skrev efter den svenske retssag ikke ét ord om ham - før nekrologen i 1972. Den allierede kontrolkommission gav Rosvænge rejseforbud i Vesttyskland til 1949, hvad der forhindrede ham i at tiltræde et engagement i Zürich i 1946. Her brugte man også mod ham, at han under en sangaften i Graz i 1934 havde fremført Hugo Wolfs Lied Heimweh, og ved linjerne Grüss dich, Deutschland, aus Herzensgrund (= Vær hilset, Tyskland, fra hjertets dyb) var publikum sprunget op, mens de klappede, råbte Heil og brød ud i den tyske nationalsang "Deutschland, Deutschland, über alles". Salen måtte ryddes, og Rosvænge, der var helt uforberedt på episoden, blev sendt ud af landet uden honorar og med forbud mod videre optrædener i Østrig.
I 1946 rejste han fra Danmark til Las Palmas, hvor han fejrede sit 25 års sangerjubilæum på scenen i Cavalleria rusticana. Frem til 1948 blev han i Spanien, hvor han arbejdede som kemiker. Han udviklede en skibsmaling, der skulle forhindre vækst af alger, og en type brød bagt af kartoffelmel. Først i 1948 rejste han til Schweiz og genoptog sin karriere som sanger, før han vendte tilbage operahusene i Wien og Berlin. Hans afskedskoncert fandt sted i Musikverein i Wien i 1959, men han fortsatte med at give enkelte forestillinger, koncerter og tv-optrædener. I takt med at det blev praksis at synge opera på originalsproget, måtte Rosvænge, der hidtil havde sunget sine roller på tysk, i de senere år af sin karriere nyindstudere store dele af sit repertoire. Han underviste blandt andre Niels Borksand i München i 1971. Borksand beskrev undervisningen som "robust", idet Rosvænge demonstrerede et højt B, udvidede tonen til forte, tilbage til piano og forte og piano igen, samtidig som han fik Borksand til at slå ham hårdt med knytnæven i mellemgulvet: "Det var som at slå ind i en betonmur og gjorde mere ondt på min hånd end på ham."
Efter krigen var Berlins Staatsoper DDRs førende operahus, og Rosvænge blev tildelt en æresvilla uden for Berlin.
I 1967 ønskede Holger Boland et gæstespil af Rosvænge og opsøgte den 70-årige i Wien. Han var ikke til at formå at synge i Danmark og sagde: "Ikke fordi jeg har lagt mit fædreland for had - jeg er stadig dansk statsborger - men fordi jeg ikke vil risikere at møde den uforståenhed, der engang gjorde mig så bitterlig ondt. Wien og Berlin var min hele verden - operaens! Hvor skulle jeg tage hen, hvis jeg ville flygte fra nazismen, som jeg iøvrigt ikke havde noget som helst forhold til - det havde jeg derimod til mine kolleger og venner i operaverdenen. Vi så med oprigtig sorg mange af vore store kunstnere expatriere til USA; men de var jøder, der måtte redde deres liv - vi andre følte os forpligtet til at føre operaen videre og ikke svigte et publikum, der især i de sidste vanskelige år fylkedes om operahusene." I Wien sang han Don José, mens Wiener-philharmonikerne sad og spillede i overtøj. "I 1945 havde så Sovjets bombere lagt både Unter den Linden og Staatsoper am Ring i rygende ruiner. Da jeg slap ud af mit russiske fangenskab, begyndte mit mislykkede forsøg på at etablere mig som nordisk sanger... Ak nej! Derhjemme synger jeg ikke mere!"
Rosvænge fejrede sin 70-årsdag i 1967 på Theater an der Wien som Sou Chong i Smilets land og sit 50 års sangerjubilæum som tenor i Killmayers Yolimba, da var han 73. Harold Rosenthal skrev: "Hans stemme viste ingen alderdomstegn. Den var varm og klangfuld, egal i hele spændvidden og brillant og glansfuld i topregistret."

## Karriere og udgivelser
- 1921         Debut.
- 1922-24      Operaen i Altenburg.
- 1924-26      Operaen i Basel.
- 1926-29      Operaen i Köln.
- 1929-45      Berlin Staatsoper.
- 1933-39      Salzburg som Tamino, Hüon i Oberon, Florestan.
- 1934 og 36   Bayreuth som Parsifal.
- 1936-45      Wien Staatsoper, Volksoper.
- 1938         Covent Garden.
- 1945         Interneret i Rusland.
- 1946-48      Arbejder som kemiker i Spanien.
- 1948         Operaen i Basel og Bern.
- 1949-57      Berlin.
- 1949-58      Wien.
- 1963         Sangaften i Carnegie Hall. [10] (Er lagt ud på YouTube.)
- 1967         Titulær professor i Wien. [7]

Rosvænge udsendte tre bøger på tysk. Han medvirkede i flere film, og der foreligger talrige lydoptagelser og grammofonindspilninger med ham, hvoraf flere er udsendt på cd.

## Eftermæle
Rosvænge var ildeset i Danmark under og efter krigen, da han betragtedes som nazi- og tyskvenlig. Han blev dog hverken anklaget, sigtet eller dømt for noget strafbart forhold. Han forblev dansk statsborger hele livet, men han blev slettet fra Kraks Blå Bog i 1946.
Helge Rosvænge er begravet på Glostrup Nordre Kirkegård.
Gaden Rosvaengegasse i 1220 Wien er opkaldt efter ham.